# 白浜海中展望塔

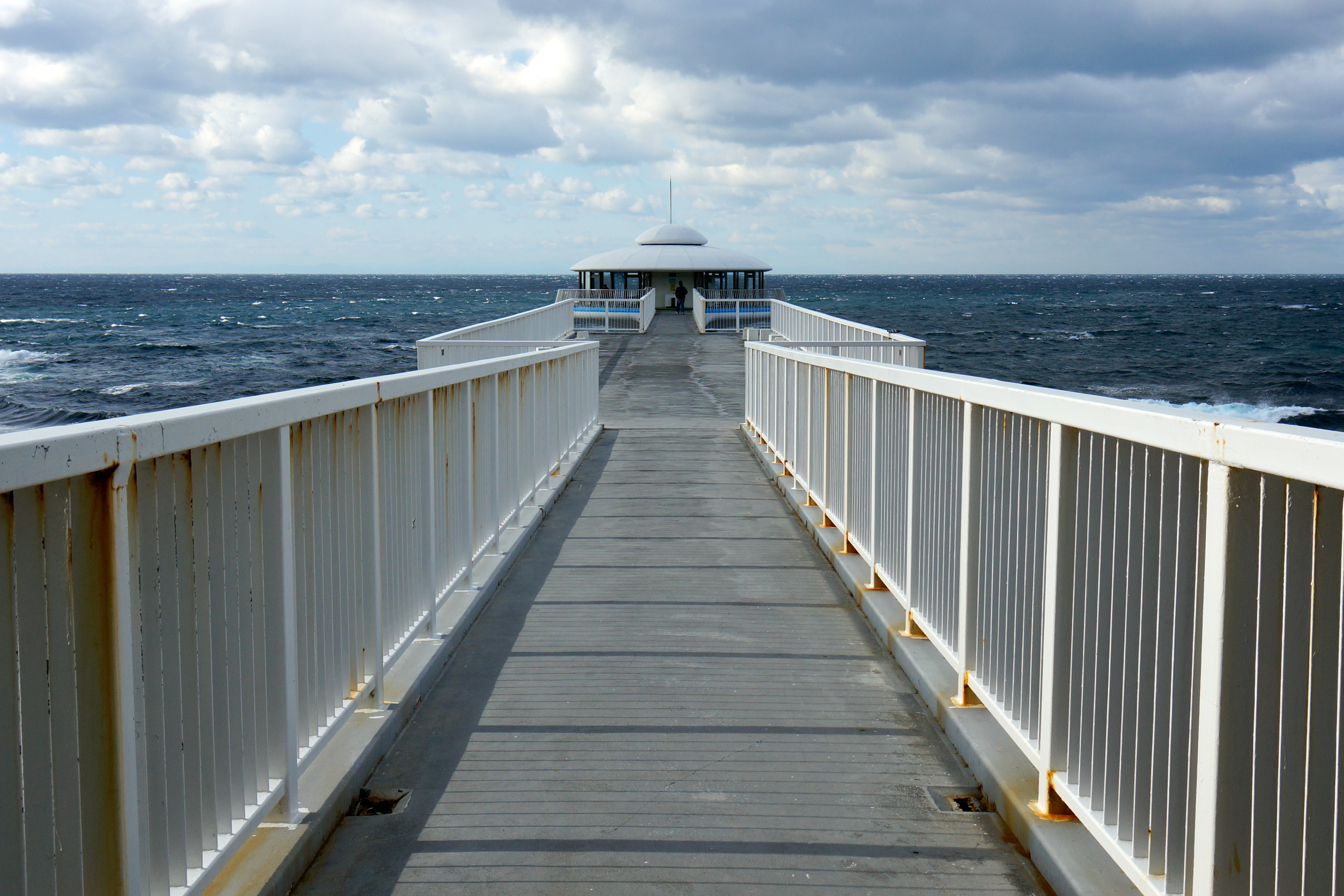
ブリッジ、白浜海中展望塔

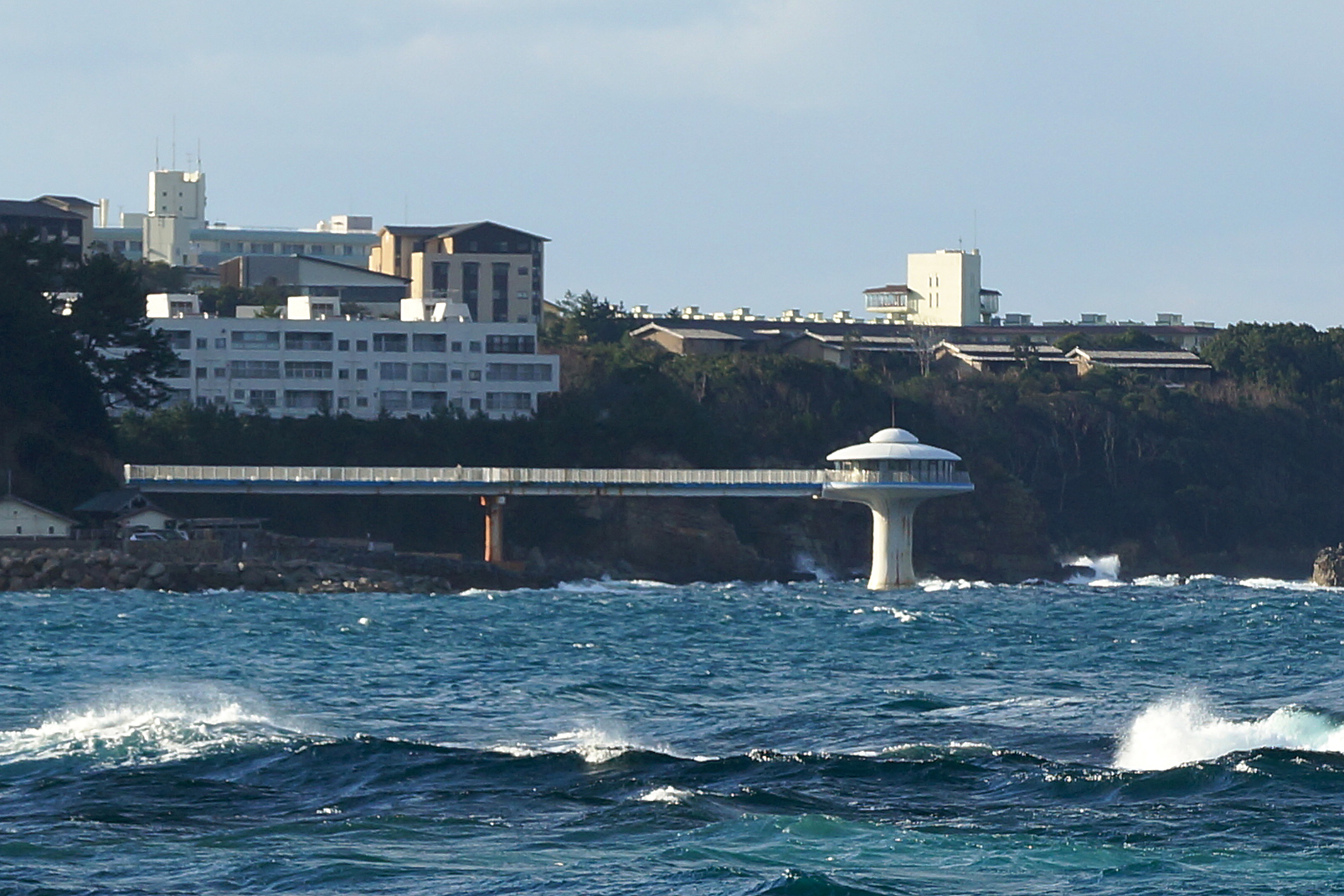
遠望、対岸より

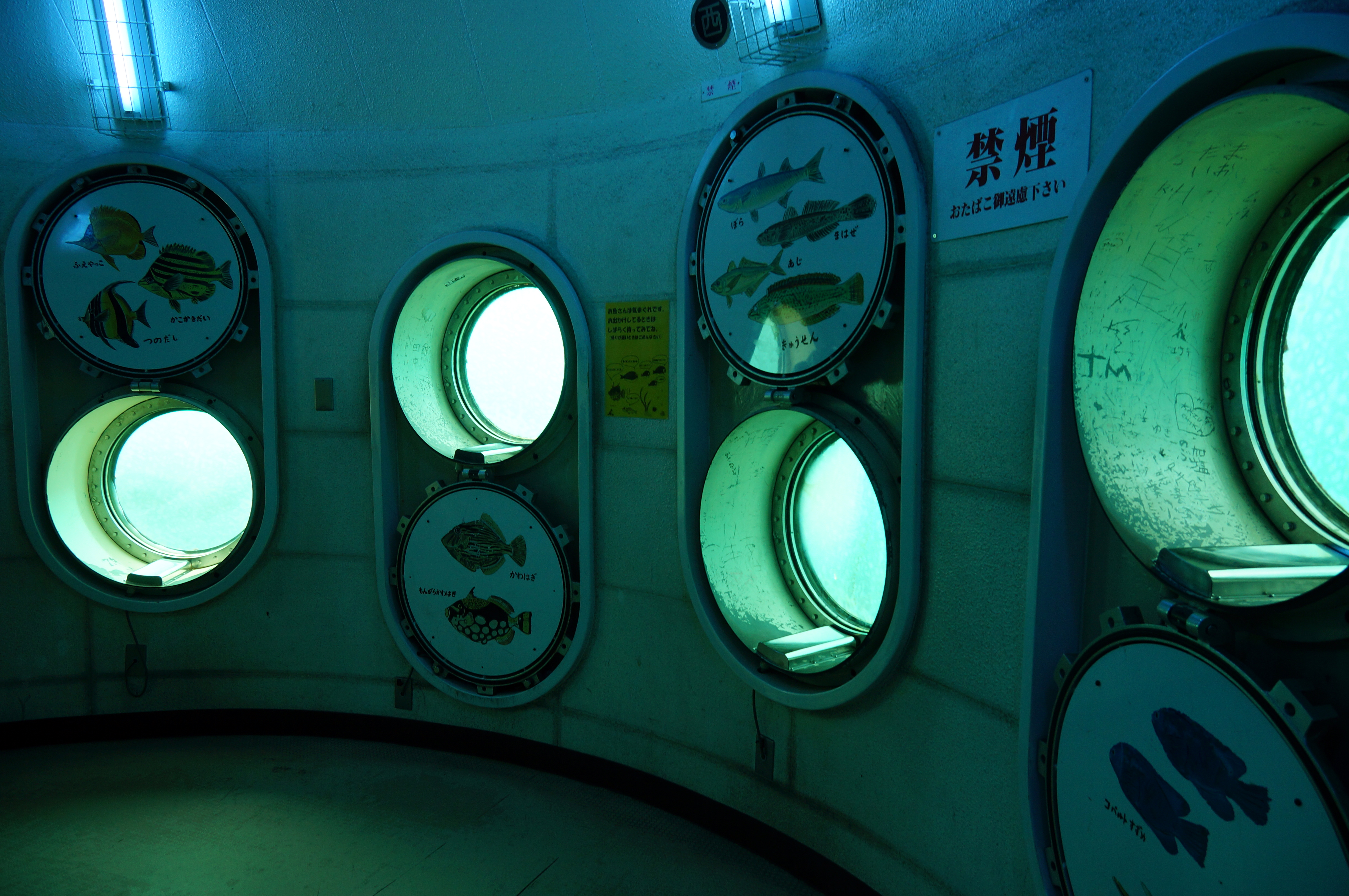
のぞき窓

白浜海中展望塔（しらはまかいちゅうてんぼうとう）は、和歌山県西牟婁郡白浜町にある全天候型海中展望塔。別名は「コーラルプリンセス（サンゴ礁の女王）」。

## 概要
白浜の沖100m、水深8mの海を観賞するための施設で、1970年1月に世界初の海中展望塔として開業した。初代の展望塔は、台風の影響によりタンカーが衝突したために倒壊したため、1988年1月に2代目である現在の展望塔が開業した。
展望塔の高さは18.7m（展望室は13.5mおよび海抜マイナス3m）である。設置されている12ヶ所の丸いガラス窓からは、クロダイやカサゴ、メジナをはじめ、熱帯魚などの約30種の魚を観賞できる。また、季節によるがチョウチョウウオやルリスズメダイなども観賞できる。

## 利用情報
- 所在地 - 和歌山県西牟婁郡白浜町1821（ホテルシーモア内）[1]

## 交通アクセス
- JR紀勢本線白浜駅から明光バス「新湯崎」下車すぐ。

## 周辺
- 南紀白浜温泉（隣接、外湯「崎の湯」まで徒歩5分）
- 白浜温泉公園（徒歩5分）
- 平草原公園（徒歩5分）
- 白良浜（浜の南端まで徒歩5分）
- 千畳敷（徒歩18分）
- 三段壁・三段壁洞窟（徒歩26分）

## 位置情報
北緯33度40分34.04秒 東経135度20分8.76秒 / 北緯33.6761222度 東経135.3357667度